# Калинкино (Гончаровский сельсовет, Вологодский район)
Калинкино — деревня в Вологодском районе Вологодской области на реке Поченьга.
Входит в состав Майского сельского поселения (с 1 января 2006 года по 8 апреля 2009 года входила в Гончаровское сельское поселение), с точки зрения административно-территориального деления — в Гончаровский сельсовет.
Расстояние до районного центра Вологды по автодороге — 32 км, до центра муниципального образования Майского по прямой — 16 км. Ближайшие населённые пункты — Поченга, Княжово, Россолово, Третниково, Заря, Осинник.
По переписи 2002 года население — 36 человек (15 мужчин, 21 женщина). Всё население — русские.